# Сфинкс
Сфинкс (др.-греч. Σφίγξ, Σφιγγός, сфинга, собств. «душительница» — переосмысление древнеегипетского названия сфинкса «шепсес анх» — «живой образ») — зооморфное мифическое существо.
В древнеегипетском искусстве — животное с телом льва, головой человека или (реже) — головой Сокола или барана.
В древнегреческой мифологии — чудовище с головой женщины, лапами и телом льва, крыльями орла и хвостом быка, персонаж легенды об Эдипе.

## Гёбекли-Тепе
Древнейшие изображения человекольва были обнаружены при раскопках Гёбекли-Тепе и датируются 10-м тысячелетием до н. э.

## Египетский сфинкс
Статуи сфинксов стали атрибутом древнеегипетского искусства ещё в период Древнего царства, наиболее ранние изображают, вероятно, царицу Хетепхерес II. 
Одна из самых больших монолитных статуй мира — изваяние сфинкса (Большой сфинкс), которое охраняет пирамиды фараонов в Гизе.
Существовало три распространённых варианта сфинксов:
- Классическим вариантом египетского сфинкса был андросфинкс с лицом человека, как правило, высокопоставленной особы — например, фараона.
- Храмы бога Гора украшали сфинксами с головой сокола — иеракосфинксами
- Близ храмов Амона устанавливались сфинксы с мордой барана — криосфинксы.

Поминальный храм Аменхотепа III включает изображения сфинксов с телами крокодила.

## Греческий сфинкс
Древние греки, вероятно, заимствовали мотив сфинкса из Египта. В греческой мифологии бескрылый египетский сфинкс обретает женский пол и крылья грифона.
В греческой мифологии Сфинкс считается порождением хтонических чудовищ Тифона и Ехидны (по другой версии — Химеры и Ортра), злобным демоном разрушения. Чудовище с телом льва, крыльями птицы, женской головой и лицом. Крылатая дева убивала юношей.
Крылатая душительница была послана к Фивам богиней Герой за преступление фиванского царя Лаия в отношении Хрисиппа. Узнав загадку от Муз, Сфинга уселась на Фикейской горе и стала задавать её фиванцам. Она подстерегала путников, задавала им хитроумные загадки и убивала всех, кто не мог их отгадать.
| Загадка Сфинкса звучит так: «Скажи мне, кто ходит утром на четырёх ногах, днём — на двух, а вечером — на трёх? Никто из всех существ, живущих на земле, не изменяется так, как он. Когда ходит он на четырёх ногах, тогда меньше у него сил и медленнее двигается он, чем в другое время». Ответ таков: это человек. В младенческом возрасте он ползает, в расцвете сил он ходит на двух ногах, а в старости — опирается на трость. |

После того как Эдип разгадал загадку Сфинги, чудовище кинулось с вершины горы в пропасть. По одной версии, загадка была стихотворной, и Сфинга съедала не разгадавших её. Её изображение было на шлеме Афины. В Олимпии изображены «фиванские дети, похищенные сфинксами».
Есть версия, что она была побочной дочерью Лая, и он сообщил ей тайну изречения дельфийского бога, данного Кадму. От наложниц у Лая было много сыновей, и все они не могли ответить на вопрос и гибли.
По другому истолкованию, она была морской разбойницей, блуждавшей по морям с войском и флотом, захватив гору, занималась разбоем, пока Эдип с войском из Коринфа не победил её. По ещё одному истолкованию, это амазонка, первая жена Кадма, укрепилась на горе Фикион и стала воевать с Кадмом.
Действующее лицо сатировской драмы Эсхила «Сфинкс», пьесы неизвестного автора «Сфинкс», комедии Эпихарма «Сфинкс».

### Индия
В период эллинизма мотив «человеко-льва» распространился далеко на восток Азии. В Индии для обозначения таких скульптурных изображений используют целый ряд терминов, например, «пурушамрига». Обереги с телом льва и лицом человека находят на юге Азии повсюду вплоть до Филиппин и Цейлона. С каждым новым веком азиатские изображения становятся всё более самобытными и всё менее напоминают греческие прототипы.

## Новое время

### «Французский сфинкс»
Мотив сфинкса вернулся в европейское искусство в эпоху маньеризма, когда его систематически использовали художники школы Фонтенбло, работавшие при дворе Франциска I. У сфинкса Нового времени, как правило, поднятая голова, обнажённая женская грудь и жемчужные серёжки. Это своего рода фантастический штрих, которым архитекторы XVII—XVIII вв. освежали строгие регулярные парки королевских и аристократических резиденций.
Подобные сфинксы вдохновлялись гротескными фресками Domus Aurea — нероновского дворца, найденного в XV веке. Мотив легко был включён в иконографический корпус классических мотивов арабесков, и распространился по Европе посредством гравюр в XVI—XVII веках. Сфинксы украшают фрески ватиканской лоджии Рафаэля (1515-20). Во французском искусстве сфинксы впервые появляются в искусстве Школы Фонтенбло в 1520-30-х годах и прослеживаются в эпоху барокко и позднего Регентства (1715—1723). Благодаря французскому влиянию сфинкс становится повсеместным садово-парковым украшением по всей Европе (Бельведер (Вена), Сан-Суси (Потсдам), Дворец Браницких (Белосток), Ла-Гранха (Испания) и вариант позднего рококо в португальском дворце Келуш).

### Сфинкс в искусстве классицизма
Изображения сфинкса изобилуют в искусстве классицизма начиная с интерьеров Роберта Адама и заканчивая ампирной мебелью эпохи романтической «египтомании».
Сфинксы являлись атрибутом неоклассического убранства, причём произошло возвращение к упрощённому раннему варианту, более похожему на роспись гротеск. Масоны считали их символом мистерий и использовали их в своей архитектуре, рассматривая как стражей врат храма. В масонской архитектуре сфинкс — частая деталь декора, например, даже в варианте изображения его головы на бланке документов.
Именно в этот период многочисленными изображениями сфинкса украсился Санкт-Петербург (см., например, Египетский мост). В 1832 г. на набережной Невы перед Академией художеств были установлены парные сфинксы, перевезённые из Египта. Тот же мотив использован при проектировании памятника жертвам политических репрессий.
С 1800 года в Петербурге под руководством А. Ф. Лабзина действовала масонская ложа «Умирающий сфинкс». В США сфинксы до сих пор устанавливают у входа в залы масонских собраний как олицетворение тайны и призыв к молчанию.

## Природные «сфинксы»
В разных местах планеты имеются напоминающие рукотворных сфинксов естественные скальные структуры, образовавшееся под воздействием ветровой и осадковой (дождевой) эрозии, в т.ч. некоторые очень масштабных размеров.

### Бучеджский сфинкс
Буче́джский сфинкс — скальное образование на территории природного парка гор Бучеджи в Румынии.

### Белуджистанский сфинкс
Белуджистанский сфинкс — расположенная в округе Ласбела провинции Белуджистан Пакистана скальная структура из песчаника и известняка.

### Бримхэмский сфинкс
Бримхэмский сфинкс — каменная скала в горах Бримхэм в Северном Йоркшире в Великобритании.

### Казахстанский сфинкс
Казахстанский сфинкс — каменная скала в Боровом в Казахстане.

### Сфинксовый холм
Сфинксовый холм — высокий чёрный холм на острове Кинг-Джордж приантарктических Южных Шетландских островов.
- Скала Жумбактас (Казахстанский сфинкс) в Бурабайском районе Акмолинской области Казахстана
- Бучеджский Сфинкс в природном парке гор Бучеджи (Румыния)
- Белуджистанский сфинкс в Национальном парке Хингол (Пакистан)
- Бримхэмский Сфинкс в горах Бримхэм (Англия)
- Сфинксовый холм на острове Кинг-Джордж Южных Шетландских островов (у Антарктиды)